# Élj másokkal, halj meg egyedül (Lost)
|  | Alább a cselekmény részletei következnek! |

Az Élj másokkal, halj meg egyedül a Lost 2. évadjának utolsó két része. Ebben a részben Michael fiát, Waltot akarják megkeresni, de Michaelt megzsarolták: hogyha nem viszi el a túlélőket egy bizonyos helyre, ahol elfoghatják őket, a fiát nem látja többé. Nem tehetett mást, mint Jack Shephardot, Kate Austent, James "Sawyer" Fordot és Hugo Reyest elhívta erre a fontos küldetésre. Sayidot nem engedte magával Michael és a férfi gyanút fogott, így hát szólt Jacknek, hogy elmegy Desmond hajójával megkeresni a Többieket, tábortüzet gyújt és Jackék azon keresztül rátalálnak, de útközben találkoztak két emberrel a Többiek közül, egyiket Sawyer lelőtte, a másik elmenekült. Jack rájött, hogy Michael csapdába akarja őket csalni. Folytatták útjukat, míg rátaláltak egy csapszerű csőre, ami a szabadba kidobott egyéb jegyzeteket – később kiderült, azok a Gyöngy állomásban írt jegyzetek –, amiket ledobtak egy csövön és tájékoztató videó szerint a DHARMA állomásra kerültek, de úgy tűnik, ez mind hazugság. Jack észreveszi, hogy Michael rossz helyre vezeti őket, így rákiabál hevesen, hogy hova vezeti a csapatot. Hirtelen suttogások hallatszanak, utána kábító nyilak jönnek a dzsungel sűrűjéből. Először Sawyert, aztán Kate-et menekülés közben találja el, már csak Jack és Hurley maradt. Jack a fák, bokrok közé lő, de úgy tűnik nem talált el senkit, utána vállára veszi Kate-et és elkezd futni. Őt is eltalálja egy a lábánál, tovább fut, de aztán összecsuklik. A Többiek azok ráhúznak mindenki fejére egy zsákot és elhurcolják őket, később egy mólónál találják magukat amelynek a neve: Pala Ferry. Ál Henry Gale is megérkezik, Michaelt elengedi Walttal együtt és Hurley-t is, hogy adjon át egy üzenetet a túlélőknek, hogy erre a helyre soha ne jöjjenek. Jack, Kate és Sawyer fejére ráhúznak egy zsákot és elviszik őket, míg a bunkerben Locke összetöri a monitort, miközben Desmond rájön, hogy miatta zuhant le a Oceanic 815 járata, mert nem írta be időben a kódokat, így Desmond elővesz egy kulcsot és lemegy az alagsorba, beledugja egy nyílásba és elfordítja, miután a számláló lejárt. A mágnesfal közben minden fém tárgyat magához vonzott, utána lilává változott az ég és egy fülszaggató hang hallatszott. Miután vége lett, a Karantén tető a bunkerről a partra zuhant majdnem Bernard és Claire fejére, de időben elmenekültek onnan. Az epizód végén két portugál kutató az Antarktisz közében lát egy számítógép monitoron egy feliratot (elektromágneses anomália), azonnal felhív egy nőt, aki Penny, Desmond barátnője és azt mondja neki a férfi: megtaláltuk.
|  | Itt a vége a cselekmény részletezésének! |